# Josef Menke (Polizeibeamter)
Josef Menke (* 12. November 1905 in Herzfeld; † 2. Mai 1996 in Würzburg) war ein deutscher Polizeibeamter und SS-Führer.

## Leben
Nach dem Schulbesuch, den er mit dem Abitur abschloss, studierte Menke Rechtswissenschaften. 1933 promovierte er an der Universität Würzburg zum Dr. jur. Anschließend trat er in den Staatsdienst ein. Zum 1. Mai 1933 trat er der NSDAP (Mitgliedsnummer 3.152.619) und der SA bei. Ein Jahr später am 4. Juli 1934 wurde er in die Kriminalpolizei aufgenommen und beendete seine SA-Mitgliedschaft daraufhin zum 12. Juli 1934. Bis 1942 wurde er zum Regierungs- und Kriminalrat befördert. Am 17. Dezember 1939 trat er in die SS (SS-Nummer 351.096) ein, in der er am 20. April 1943 den Rang eines SS-Sturmbannführers erreichte.
1941 wurde Menke Leiter des Referates V A 1 (Rechtsfragen, internationale Zusammenarbeit und Kriminalforschung) und Vertreter des Gruppenleiters Paul Werner der Amtsgruppe V A (Kriminalpolitik und Vorbeugung) im Reichskriminalpolizeiamt des Reichssicherheitshauptamtes (RSHA) sowie persönlicher Referent des Reichskriminaldirektors Arthur Nebe und arbeitete dort an dem Entwurf des nicht verwirklichten Gemeinschaftsfremdengesetzes mit. Entsprechend der biologistischen kriminologischen Sichtweise, die im RKPA vorherrschte, sprach er sich dafür aus, „das erbmäßig bedingte Verbrechertum auszurotten“.
Nach 1945 war Menke ab 1950 Leiter der Kripo in Coburg, dann ab 1954 in Aachen und später ab 1959 in Dortmund und wurde vom Kriminalrat bis zum Kriminaldirektor befördert.
Auf Intervention der Gewerkschaft ÖTV wurde im Jahr 1959 seine von dem Innenministerium des Landes Nordrhein-Westfalen vorgesehene Beförderung zum Direktor des Landeskriminalamtes wegen seiner NS-Vergangenheit zurückgezogen.

## Schriften
- Die Umwandlung von Kauffahrteischiffen in Kriegsschiffe, Würzburg 1933. (Dissertation)
- Die Sicherheitspolizei und die Sonderpolizeien. In: Mitteilungsblatt des RKPA 1943, Reihe C Sp.501–506.